# Parque Goya
El Parque Goya es un barrio de Zaragoza que recibió a sus primeros vecinos el 20 de abril del año 2000. Concentra viviendas de protección oficial (VPO) promovidas por el Gobierno de Aragón.

## Localización
Está situado al norte de la ciudad, dentro del distrito Actur-Rey Fernando, y se encuentra dividido en dos partes por la autovía de Huesca (A-23). Estas dos partes son popularmente conocidas como Parque Goya 1 y Parque Goya 2. Se puede acceder al barrio por dicha carretera, por los barrios del Actur y el Picarral y por el Vial Norte que une la A-23 con la Expo 2008 de Zaragoza.

## Población
Es un barrio joven que ha crecido enormemente. En el padrón de 1 de enero de 2008 figuraban ya 6 785 vecinos, siendo de estos 1 486 menores de 18 años y 5 343  menores de 40 años, cifras que muestran como el núcleo fuerte de vecinos está compuesto por población joven, principal demandante de pisos de VPO. Parque Goya 2 cuenta con un total de 2503 viviendas y 6115 vecinos, de los cuales 3031 son varones y 3084 mujeres.

## Infraestructuras
Ambas partes del barrio tienen edificios de pisos y viviendas unifamiliares.
Cuenta con dos líneas de autobuses, 29 y 35, siendo eliminada la C2 en 2013 ya que hacía el mismo recorrido que la L1 del tranvía.

Además cuenta con un gran recurso de parques y jardines, teniendo dos grandes parques y dos plazas con amplias zonas verdes y de juegos para niños.

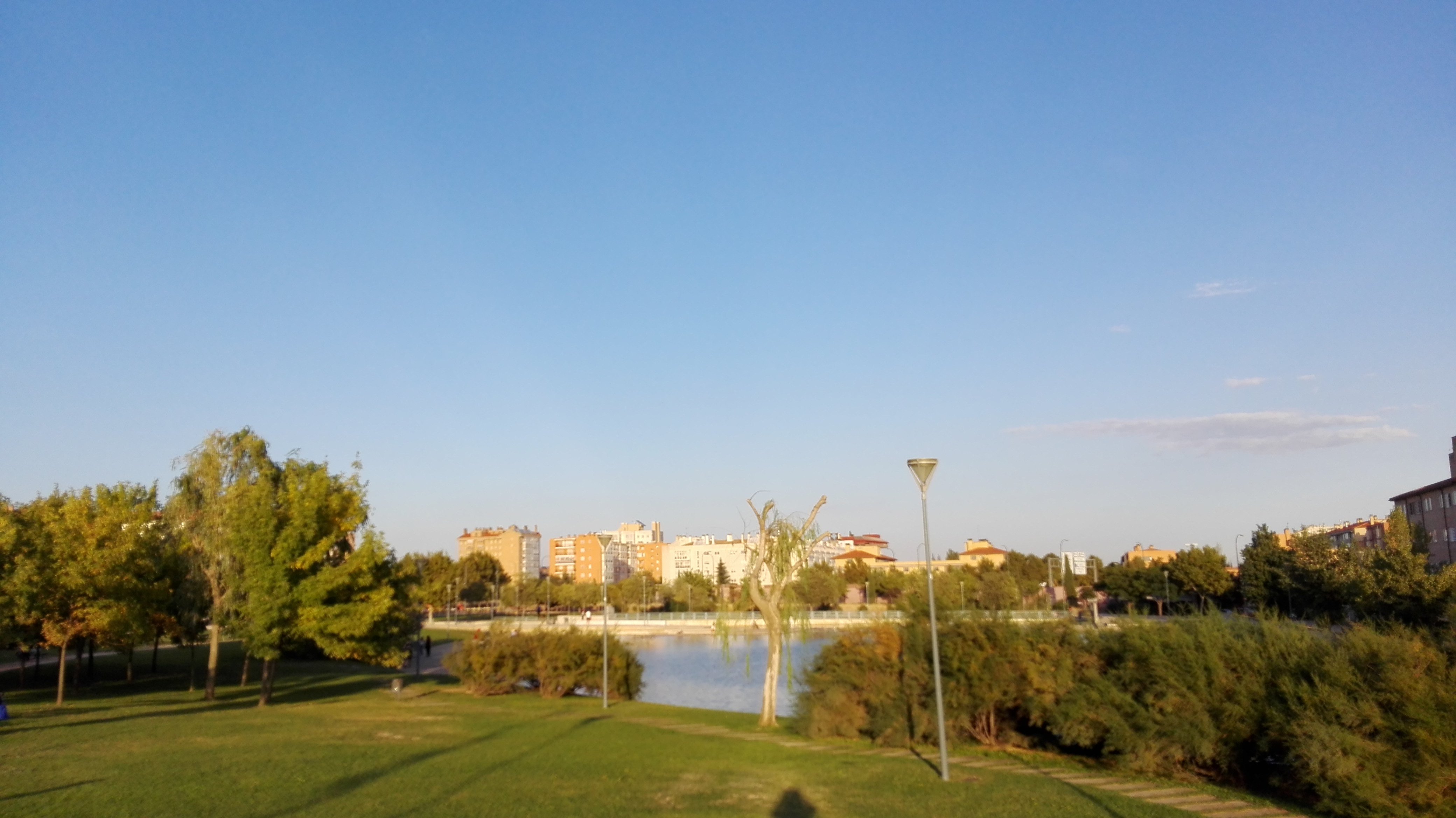
Parque Los Tapices

Actualmente cuenta con dos asociaciones de barrio. Esto se ha debido a la división del barrio en dos. Una de estas asociaciones tiene ámbito global, pero la otra sólo representa a los vecinos de la segunda fase del barrio.
En estos momentos, Parque Goya cuenta con tres colegios públicos (CEIP Parque Goya, CEIP Agustina de Aragón y CEIP Catalina de Aragón), uno concertado (Escolapios Cristo Rey), un instituto (IES Clara Campoamor Rodríguez) y una ludoteca situada a precario en una sala del CEIP Parque Goya. Además de un centro de salud situado en Goya 2. En la primera fase del barrio está planeada la ubicación de la sede central de los Archivos de Aragón.
El resto de equipamientos que están situados en el barrio son el Hospital de la MAZ (Mutua de Accidentes de Zaragoza) en la Avenida de la Academia General Militar, y el Centro de Atención a Minusválidos Psíquicos del Gobierno de Aragón en la calle del Lazarillo de Tormes.

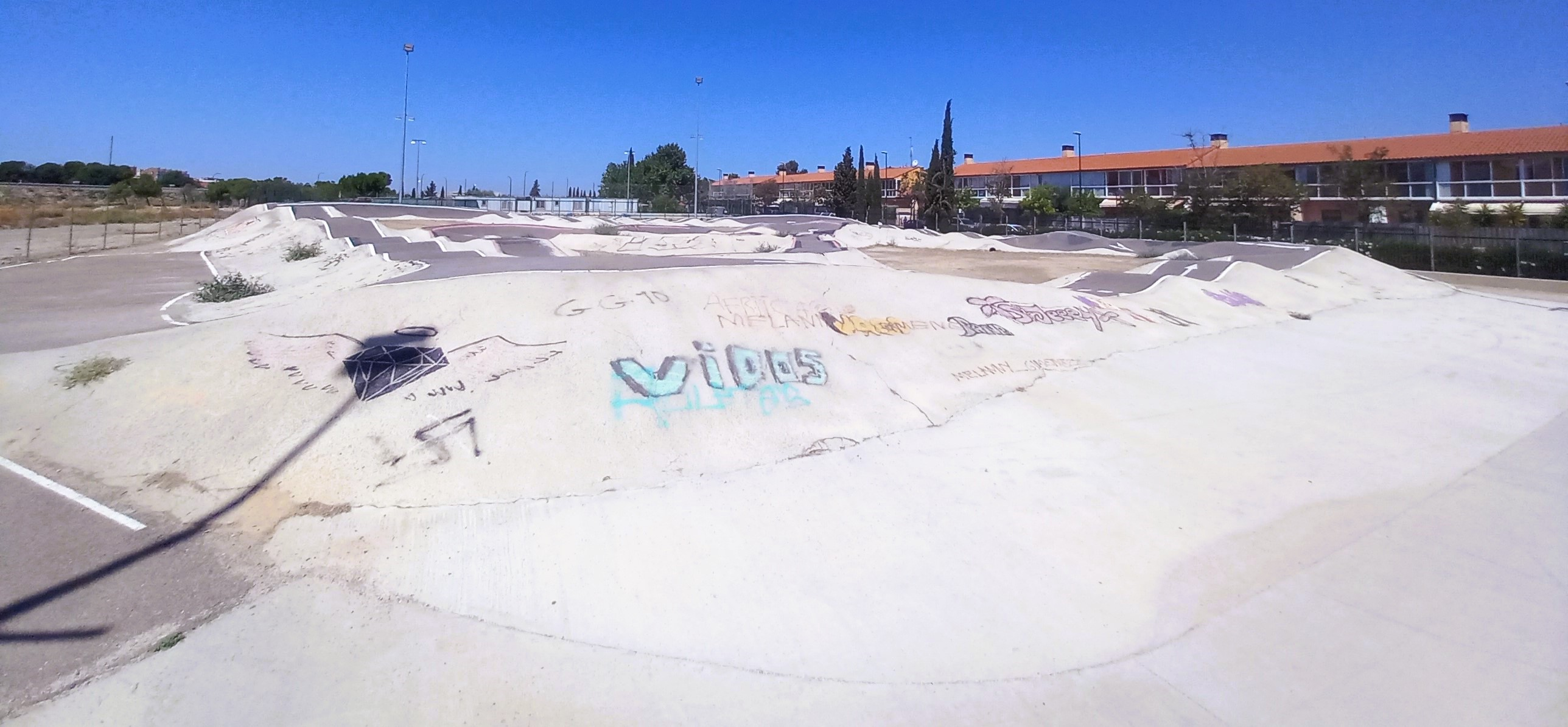

## Códigos Postales
Uno de los aspectos curiosos de este barrio es que tiene dos códigos postales: el 50015 para Parque Goya 1 y el 50018 para Parque Goya 2.

## Galería
|                                        |
| Puente de Culturas de Abelardo Espejo. |

|                                          |
| Monolito en honor a la ronda de Boltaña. |

|                             |
| Mural de Francisco de Goya. |

|                    |
| Mural Parque Goya. |

|                           |
| Mural de Albert Einstein. |

|                                   |
| Mural del Parque Tapices de Goya. |

|                               |
| Fuente en la calle del Globo. |

|                                  |
| Mural en el IES Clara Campoamor. |

|  |
|  |

|                            |
| Placa Camino de la Peseta. |